# エスキル・スッター
エスキル・スッター( Eskil Suter, 1967年1月28日 - ) は、スイス・チューリヒ州トゥルベンタール出身の元オートバイレーサー。現在はスッター・レーシング・テクノロジー (SRT) を率い、レース用オートバイの製作に携わっている。

## ライダーとしての経歴
1991年、ロードレース世界選手権250ccクラスにデビュー。Mohagチームでアプリリアのマシンを駆り6シーズンを戦ったが、最高位は1996年のダッチTTでの5位に留まり、目立った成績は残せなかった。1996年シーズン終了をもってグランプリの表舞台から一旦退くが、1998年には最高峰500ccクラスに参戦するMuZチームのレギュラーライダーであるドリアーノ・ロンボニが第2戦マレーシアGPで負傷したために、テストライダーを務めていたスッターがその代役に抜擢された。マシンの開発を続けながら8戦に出場、3戦でポイント圏内での完走を記録した。

### ロードレース世界選手権 戦績
- 凡例

| 年     | クラス | チーム                        | マシン | 1       | 2       | 3      | 4       | 5       | 6       | 7       | 8       | 9      | 10      | 11      | 12      | 13      | 14      | 15      | ポイント | 順位 |
| ------ | ------ | ----------------------------- | ------ | ------- | ------- | ------ | ------- | ------- | ------- | ------- | ------- | ------ | ------- | ------- | ------- | ------- | ------- | ------- | -------- | ---- |
| 1991年 | 250cc  | マールボロ・アプリリア・Mohag | RSV250 | JPN -   | AUS -   | USA -  | ESP -   | ITA -   | GER -   | AUT 17  | EUR 23  | NED -  | FRA 21  | GBR 19  | RSM 16  | CZE DNQ | VDM -   | MAL -   | 0        | -    |
| 1992年 | 250cc  | マールボロ・アプリリア・Mohag | RSV250 | JPN 14  | AUS 23  | MAL 19 | ESP Ret | ITA 15  | EUR 13  | GER Ret | NED 20  | HUN 23 | FRA 11  | GBR Ret | BRA Ret | RSA 12  |         |         | 0        | -    |
| 1993年 | 250cc  | Mohag・アプリリア             | RSV250 | AUS Ret | MAL 15  | JPN 17 | ESP 18  | AUT 11  | GER Ret | NED 14  | EUR Ret | RSM 12 | GBR 10  | CZE Ret | ITA Ret | USA Ret | FIM 10  |         | 24       | 19位 |
| 1994年 | 250cc  | Mohag・アプリリア             | RSV250 | AUS 15  | MAL Ret | JPN 15 | ESP 10  | AUT 10  | GER Ret | NED 8   | ITA Ret | FRA 14 | GBR 10  | CZE 8   | USA 12  | ARG 19  | EUR Ret |         | 42       | 13位 |
| 1995年 | 250cc  | Mohag・アプリリア             | RSV250 | AUS 13  | MAL 12  | JPN 8  | ESP Ret | GER Ret | ITA 10  | NED Ret | FRA 10  | GBR 9  | CZE Ret | BRA 12  | ARG -   | EUR 11  |         |         | 43       | 14位 |
| 1996年 | 250cc  | Mohag・アプリリア             | RSV250 | MAL Ret | INA 11  | JPN 19 | ESP Ret | ITA 12  | FRA 7   | NED 5   | GER 13  | GBR 10 | AUT Ret | CZE 7   | IMO Ret | CAT 9   | BRA 15  | AUS Ret | 55       | 13位 |
| 1998年 | 500cc  | MuZ Roc RennSport             | MuZ500 | JPN 19  | MAL -   | ESP -  | ITA 18  | FRA Ret | MAD 14  | NED -   | GBR Ret | GER 13 | CZE 14  | IMO Ret | CAT Ret | AUS -   | ARG -   |         | 7        | 26位 |

## スッター・レーシング・テクノロジー
1996年、スッターは母国スイスでスッター・レーシング・テクノロジー ( Suter Racing Technology AG, SRT ) を設立した。以来同社はロードレース世界選手権、スーパーバイク世界選手権等を戦うレーシングマシンのデザイン・制作等を手がけている。

### 開発に携わった主なマシン

#### MuZ500 (1999年)
1998年にはスッター自身が開発ライダーを務め、レースにも出場していたMuZ500を、翌1999年にはSRTがマシンデザインを請け負うことになった。エンジンは前年から引き続きスイスオート社製、実際のマシン制作はイギリスの Fabrication Techniques 社が担当した。このマシンを駆ってユルゲン・ファン・デン・グールベルクが2度ポールポジションを獲得し、チーム合計獲得ポイントでは前年の11ポイントから64ポイントへと躍進を見せた。

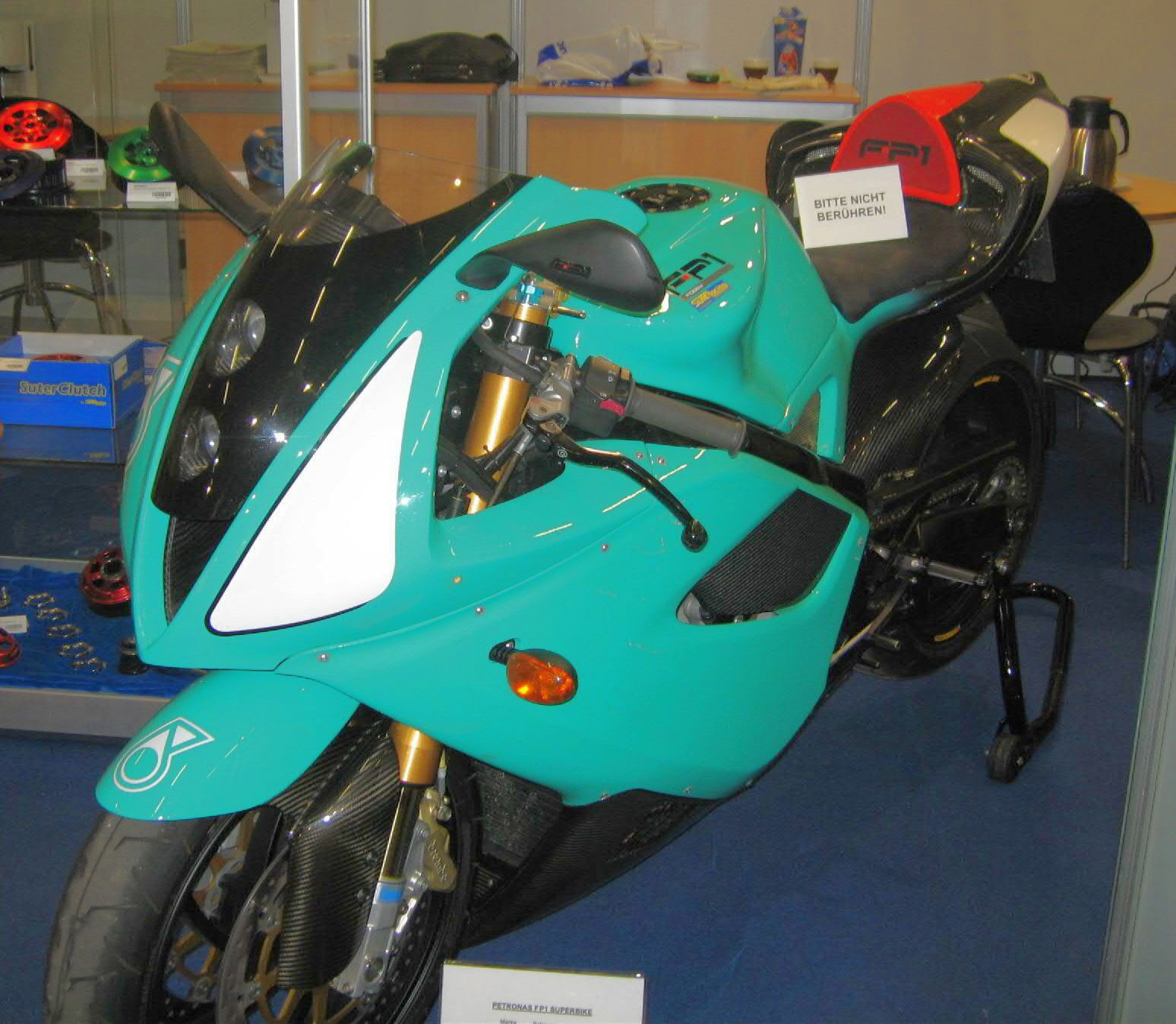
ペトロナス・FP1

#### ペトロナス・FP1 ( 2002年 - 2005年 )
SRTは、スーパーバイク世界選手権(SBK)に参戦したペトロナス・FP1の3気筒900ccエンジンのデザイン・開発を担当した。元SBK世界チャンピオンのカール・フォガティ率いるフォギー・ペトロナスチームが2台のマシンを走らせ、2004年シーズンには2度のポールポジション、2度の表彰台を獲得している。

#### カワサキ・ZX-RR ( 2004年 - 2006年 )

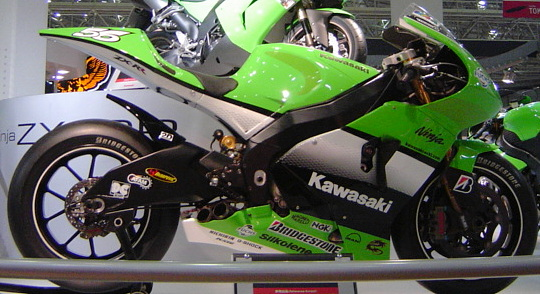
2005年型ZX-RR

2004年から2006年にかけて、カワサキ・ZX-RRはエンジンを川崎重工業が、シャシーデザイン・開発担当がSRTという体制で作られ、ロードレース世界選手権MotoGPクラスに参戦した。この3年間で中野真矢、オリビエ・ジャックらのライディングにより3度の表彰台を記録した。

#### イルモア・X3 ( 2006年 - 2007年 )

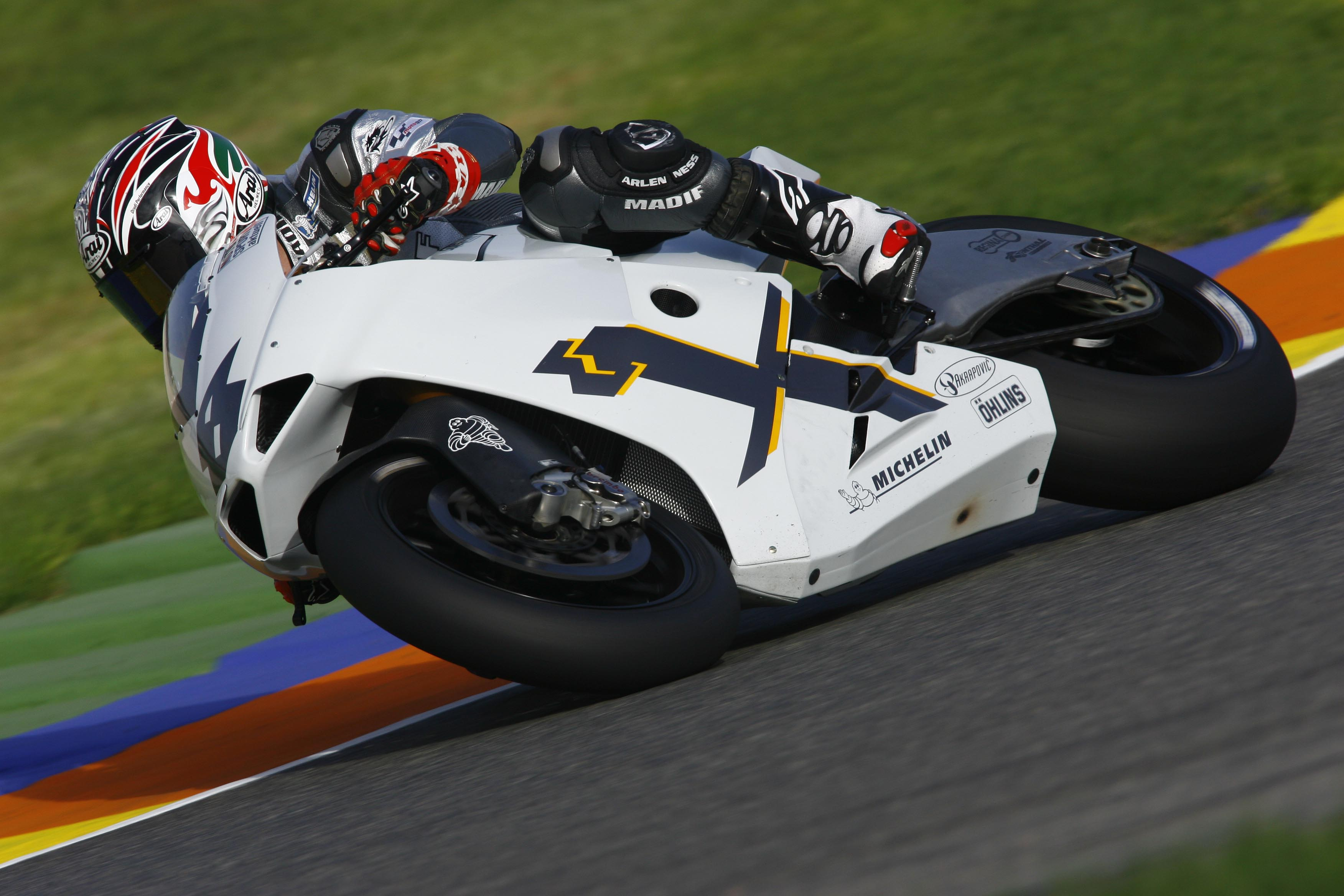
イルモア・X3 2006年バレンシアGPにて

マリオ・イリエン率いるイルモア・エンジニアリングがエンジン担当、SRTはシャシーデザインから制作までを引き受けた。MotoGP2006年シーズン終盤2戦に翌年からのレギュレーション変更を見越した800ccマシンでギャリー・マッコイをライダーにテスト参戦し、ポイントを獲得した。2007年シーズンからフル参戦を開始する予定だったが、資金難によりイルモアチームは開幕戦カタールGPを戦っただけで撤退となった。

#### スッター・MMX ( 2010年 - )

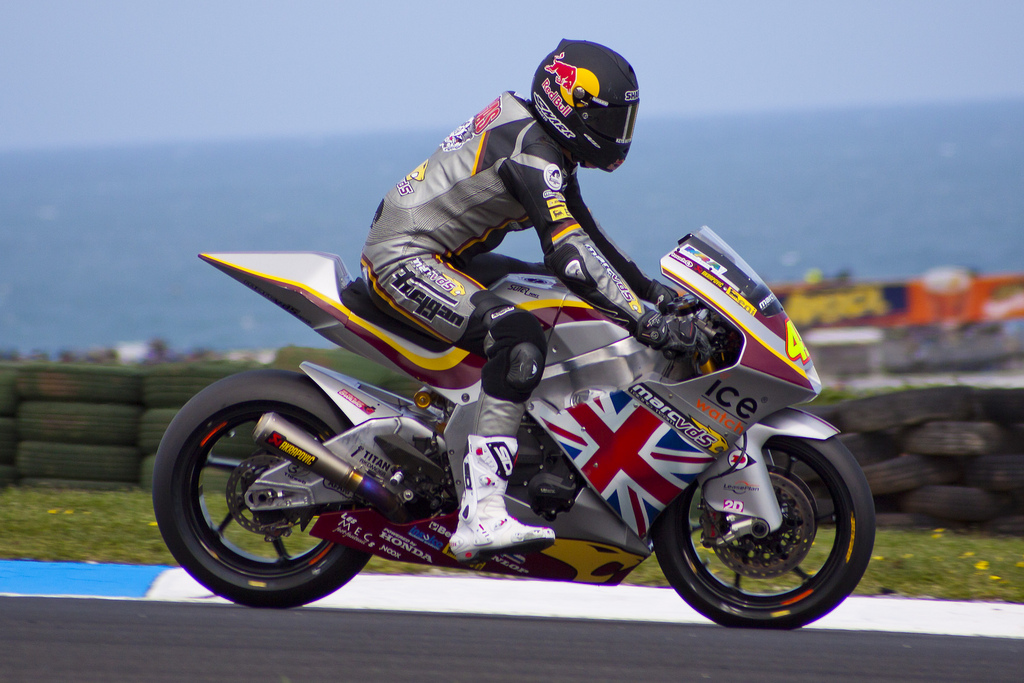
スッター・MMX 2010年オーストラリアGPにて

2010年シーズンよりロードレース世界選手権250ccクラス後継として、新たに4ストローク600ccエンジン(ホンダ製ワンメイク)を使用するMoto2クラスが始まった。クラス初年度は総勢40台、14ものシャシーコンストラクターが参戦する中で、SRTが供給するスッター・MMXは11台と最多数になった。初レースの開幕戦カタールGPではスッター・MMXを駆る富沢祥也が勝利を挙げ、その後ジュール・クルーセル、ロベルト・ロルフォ、ステファン・ブラドルが1勝ずつを挙げた。年間ランキングではフリアン・シモンが2位を記録。コンストラクターズ部門では初代チャンピオンに輝いた。

#### 再びMotoGPへ ( 2012年 - )
2012年よりMotoGPクラスのレギュレーションが改定され、市販車ベースのエンジンの使用が認められるのを見越して、SRTはBMW・S1000RR用のエンジンを積んだプロトタイプマシンの開発を進めている。